# 路加·辛普金斯
路加·辛普金斯（Luke Simpkins，1964年6月8日—）是一位澳洲政治人物，他的黨籍是澳洲自由黨。自2007年至2016年期間，他是科文選區選出的澳大利亞眾議院的議員。他出生在雪梨。